# Pausanias của Macedonia
Pausanias của Macedonia (tiếng Hy Lạp: Παυσανίας ὁ Μακεδών), là vị vua đã kế vị Archelaos II. Ông đã bị Amyntas III ám sát ngay trong năm khi ông vừa mới lên ngôi.

## Than khảo
- Dictionary of Greek and Roman Biography and Mythology